# Applikationsschule
Applikationsschule („Anwendungsschule“, d. h. eine Schule zur Ausbildung praktischer Fähigkeiten) war eine zeitweilige Bezeichnung für höhere Militärschulen eines besonderen Fachbereichs, vor allem für die Artillerie und für die Genietruppe sowie zur Ausbildung von Militärärzten.

## Beispiele
In Wien bestand bis 1918 eine Militärärztliche Applikationsschule, an der angehende Militärärzte nach ihrem Universitätsstudium in einem einjährigen Lehrgang theoretisch und praktisch auf ihre Aufgaben in der Armee vorbereitet und ihre im zivilen Medizinstudium erworbenen Fachkenntnisse erweitert wurden. Die Schule bot auch Fortbildungskurse an.
In der Schweiz wurde die Fachausbildung der Offiziere im 19. Jahrhundert an der Zentralschule in Thun konzentriert, wo man zu diesem Zweck eine Applikationsschule einrichtete.
In Frankreich gab es Applikationsschulen für die Artillerie und die Genietruppe (Écoles d'application de l'artillerie et du génie), seit 1802 in Metz und seit 1871 in Fontainebleau, außerdem seit 1771 eine Applikationskavallerieschule in Saumur. Diese Schulen entstanden durch Fusionen älterer Truppenschulen. Von 1818 bis 1876 bestand in Paris eine erste Generalstabsakademie mit der Bezeichnung École d'application d'état-major. „Applikationsschulen“ ist heute in Frankreich ein Oberbegriff für Fach- oder Truppenschulen, wobei in deren Bezeichnungen „Applikation“ meist nicht mehr vorkommt. In Frankreich steht oder stand Écoles d'application auch für zivile Berufsbildungseinrichtungen auf Hochschulniveau.
In Italien bestanden Applikationsschulen für die Artillerie und die Genietruppe in Turin, für die Kavallerie in Pinerolo und die Infanterie in Parma sowie für Militärärzte in Florenz. Von letzterer abgesehen wurden diese Schulen für den praxisorientierten Teil der Offizierausbildung 1951 in Turin zusammengefasst (Scuola di applicazione). Weil diese Applikationsschule nach der Jahrtausendwende nicht nur für die Fachausbildung der Absolventen der Militärakademie Modena zuständig blieb, sondern auch die spätere Fortbildung der Offiziere, darunter den Stabsoffizierlehrgang und Teile der Generalstabsausbildung übernahm, wurde sie 2024 in Offizierschule des Heeres umbenannt. Separate Truppenschulen für alle Dienstgrade bestehen weiterhin.
Die heutige Akademie der Kriegskunst in Warschau trug im 19. Jahrhundert die Bezeichnung Applikationsschule für Artillerie und Ingenieurwesen (Szkoła Aplikacyjna Artylerii i Inżynierii).
Im spanischsprachigen Raum, insbesondere in Staaten Lateinamerikas, war oder ist die Bezeichnung Escuela de Aplicación de Armas verbreitet.